# Musaranya elefant d'orelles curtes
La musaranya elefant d'orelles curtes (Macroscelides proboscideus) és una espècie de musaranya elefant del gènere Macroscelides. Viu a Botswana, Namíbia i Sud-àfrica. Els seus hàbitats naturals són les zones herboses seques tropicals o subtropicals, les zones herboses de terres baixes tropicals o subtropicals i els deserts calorosos. Són uns dels pocs mamífers monògams, fent-ne un grup model per l'estudi de la monogàmia. Les musaranyes elefant d'orelles curtes han estat estudiades pel seu lligam de parella.